# Honky Tonk Blues
Honky Tonk Blues è una canzone country western scritta e interpretata da Hank Williams. La registrazione originale del 1952 fu un grande successo, e in seguito divenne un successo anche per Charley Pride.

## Storia e testo
"Honky Tonk Blues" è una delle canzoni più problematiche che Williams abbia mai registrato. Secondo il memoriale del 2004 di Colin Escott, Hank e il produttore Fred Rose avevano tentato di registrare la canzone più volte in precedenza: nell'agosto del 1947, nel marzo del 1949 e ancora nel giugno 1950. Finalmente dopo la sessione del dicembre 1951, realizzata con il supporrto di Don Helms (steel guitar), Jerry Rivers (fiddle), forse Sam Pruett (chitarra elettrica), probabilmente Jack Shook (chitarra acustica), ed Ernie Newton o Howard Watts (basso), il disco fu pubblicato nel febbraio 1952. 
La canzone parlava di un giovane contadino che, attratto dalle lusinghe della città, lascia la fattoria di suo padre ma alla fine rimane deluso. 